# Ulrich von Hohensax
Ulrich von Hohensax o Ulrich von Sax-Hohensax (in italiano Ulrico de Sacco) (1462 circa – Bürglen, 23 agosto 1538) è stato un generale svizzero, barone di Hohensax e signore di Bürglen che svolse un ruolo di primo piano nei conflitti riguardanti la Confederazione Svizzera così come nel reclutamento e nella guida dei mercenari svizzeri.

## Biografia
Fu al servizio della Casa d'Asburgo come mercenario tra il 1487 e il 1497, per poi opporsi a questa nell'esercito confederato, che combatté nella guerra sveva, dove guidò il proprio esercito nella battaglia di Hard.
Sostenne l'opera del cardinale legato Matteo Schiner, così che i confederati si unirono alla Lega Santa nella loro lotta contro la corona francese, assumendosi l'incarico di guidare i 24.000 soldati che marciarono in Lombardia, partecipando alla battaglia di Pavia nel 1512. Egli guidò un altro contingente nel 1513 e nel 1515 partecipò alla battaglia di Marignano.